# Розуміння тексту комп'ютером
Розуміння тексту комп’ютером - це процес обробки тексту, який дозволяє комп’ютеру отримувати доступ до інформації, що міститься в тексті, і розуміти її зміст. Розуміння тексту комп'ютером означає можливість комп'ютерної системи аналізувати, інтерпретувати і витягувати значення з текстової інформації. Це включає в себе різні завдання, такі як розпізнавання мови, аналіз синтаксису, витягання інформації, класифікацію тексту, переклад і багато іншого.
Останнім часом технології обробки природної мови (Natural Language Processing, NLP) великими кроками розвиваються для покращення розуміння текстової інформації комп'ютерами. Методи машинного навчання, глибокого навчання та інші підходи використовуються для створення моделей, які можуть аналізувати і взаємодіяти з текстом аналогічно, як робить це людина.
Ці технології застосовуються в різних галузях, таких як автоматизоване відповідання на питання, пошукові системи, системи аналізу настроїв, машинний переклад, автоматична категоризація текстів і багато інших сценаріїв.

## Види розуміння тексту комп’ютером
- Лінгвістичний аналіз - процес розпізнавання та класифікації мовних одиниць у тексті.
- Синтаксичний аналіз - це процес визначення структури речення на основі правил граматики.
- Семантичний аналіз - це процес визначення значення речення на основі його структури та контексту.
- Прагматичний аналіз - це процес розуміння мети та інтенції автора тексту.

Розуміння тексту комп’ютером можна поділити на два основних види:
- Буквальне розуміння. Це розуміння тексту на рівні окремих слів, їхньої граматики та синтаксису. Комп’ютер може розпізнавати слова, визначати їхній рід, число, відмінок, граматичні функції та синтаксичні зв’язки між словами. Це дозволяє комп’ютеру виконувати такі завдання, як переклад, розпізнавання мови, машинний переклад, текстовий аналіз тощо.
- Семантичне розуміння. Це розуміння тексту на рівні його змісту. Комп’ютер може розуміти значення слів, їхніх комбінацій та цілих речень. Це дозволяє комп’ютеру виконувати такі завдання, як відповіді на запитання, узагальнення тексту, висновки тощо

Семантичне розуміння тексту є більш складним завданням, ніж буквальне розуміння. Воно вимагає від комп’ютера наявності значного обсягу знань про світ та здатності використовувати ці знання для розуміння тексту.

## Ключові аспекти розуміння тексту комп'ютером
Розуміння тексту комп'ютером включає в себе різні завдання та методи, призначені для обробки та розуміння природної мови. Декілька ключових аспектів включають:
1. Токенізація: Розбивка тексту на окремі слова або токени. Це може включати в себе видалення пунктуації та розділення тексту на окремі слова.
2. Морфологічний аналіз: Аналіз кожного слова для визначення його форми, леми (базової форми), частини мови та інших морфологічних характеристик.
3. Синтаксичний аналіз: Визначення структури речення та зв'язків між словами для розуміння синтаксичної структури тексту.
4. Семантичний аналіз: Розуміння значення слів та фраз в контексті. Включає в себе виявлення семантичних відношень між словами та визначення смислу речень.
5. Витягнення інформації: Визначення конкретних фактів або інформації з тексту.
6. Машинне навчання: Застосування методів машинного навчання для покращення розуміння тексту та виконання специфічних завдань, таких як класифікація, витягнення інформації чи машинний переклад.
7. Обробка природної мови (NLP): Загальний термін, що охоплює всі аспекти обробки та аналізу тексту комп'ютерними системами.

Ці методи можуть використовуватися окремо або в комбінації для створення програм, які розуміють та взаємодіють з текстовою інформацією. Великі вдосконалення в області NLP в останні роки були досягнуті завдяки розвитку глибокого навчання та передових алгоритмів обробки природної мови.